# Lički Ribnik
Lički Ribnik falu Horvátországban Lika-Zengg megyében. Közigazgatásilag Gospićhoz tartozik.

## Fekvése
Gospićtól légvonalban 9 km-re, közúton 11 km-re délkeletre a Likai-mezőn, a Gospićot Gračaccal összekötő 50-es számú főút és a Zágráb-Split vasútvonal mellett, a Lika kanyarulatában, a folyó bal partján fekszik.

## Története
Területe már a római korban lakott volt. Ezt igazolja az a bronztárgyakból, ezüstpénzekből és ékszerekből álló 336 darabos kincslelet, amelyet a Lika bal partján 1936-ban találtak és amelyek Augustus római császár idejéből származnak. A leleteket ma a zágrábi régészeti múzeumban őrzik. 2012-ben a Lika kanyarulata által kialakított félszigeten a Crkvina nevű helyen egy 1. század végi vagy 2. század eleji római épülethez tartozó nagy méretű mozaikot tártak fel. Likának ez a része ahova Ribnik is tartozik a középkorban a Mogorović család birtoka volt. Birtokaik túlnyomórészt ennek a területnek a nyugati és középső részét foglalták magukban. Ribnik közelében Petričevici, Vrhovine, Tugomerići, Bukovo, Ždralići, Telićani és Dugošani nevű birtokaik voltak. Ribnik már ekkor is ugyanott feküdt ahol ma a Lika folyó kanyarulatában, így három oldalról is védte a folyó. A település központjában a folyó partján a régi plébániatemplom állt északi oldalról egy a folyó által jól védett kis sziget előtt. Ezen a szigeten építette fel a Mogorović család itteni várát, melyet 1439-ben említenek először „vár a Felső-Likán” néven. 1449-ben megemlítik, hogy a Ribnik és Počitelj melletti Bilaj híres vásárhely. 1499-ben már a Ribnik nevű falut is megemlítik és az itt élő Mogorović fivéreket Ribničaninak, azaz Ribnikinek nevezik. Ribniket a török hódítás előtt a nagyobb települések között tartották számon ahol a Ribnikieknek vezetése alatt királyi bírói szék működött, melyet 1490-ben, 1497-ben és 1499-ben is megemlítenek. A várat a 15. század második felében a Frangepánok megerősítették.
Ribnik várát és vele a települést 1527-ben szállta meg a török. 1551-ben martalócokat, török szolgálatában álló keresztény zsoldosokat telepítettek ide a határ őrizetére. Ribnik vára török szandzsák központja, a likai bég székhelye lett. 1584-ben károlyvárosi és zenggi végvári vitézek megrohanták és lerombolták a várat. 1609-ben Lički Ribnikről 33 pravoszláv család települt Plaški mintegy száz éve üresen álló környékére, ezzel megindult az ortodox hitű vlachok betelepülése a Magyar Királyság területére, mely a 17. században több hullámban folytatódik. 1620-ban Ribnik várának mintegy ötven fős helyőrsége volt, de a vár előtti településen mintegy száz ház állt. 1689. június 15-én Stojan Janković végvári katonaságból és felkelőkből álló serege visszafoglalta Novi várát, majd a közeli Bilaj és Ribnik is újra horvát kézre került. Ezután harc nélkül estek el a környéken a kisebb török erősségek is. A török kiűzése után a település mintegy 120 házából csak öt maradt lakott, de ezek lakói is megkeresztelkedtek, hogy megtarthassák házaikat. Az üresen maradt házakba főként katolikus horvátok települtek, akik ezért katonai határőrszolgálatot tartoztak végezni. Glavinić püspök 1696-ban tett likai útja során nyolc házat jegyez fel, ahova 1689 és 1696 között horvátok költöztek. Ők építették fel a Lika kanyarulatában fekvő kis félszigeten az új katolikus templomot. Plébániáját a török elleni felszabadító harc halhatatlan hőse Marko Mesić pap alapította. 1702-ben két királyi kamarai megbízott gróf Anton Koronini és báró Jakob Friedrich Ramschüssel érkezett Likára, hogy újraszervezzék a határőrvidék rendszerét. Amikor az emberek rájöttek, hogy az új rendszer alapján elveszik régi alkotmányos jogaikat a feszültség a tetőfokára hágott. Az elégedetlenkedők felkelést szerveztek, mely először Udbinán robbant ki. Innen augusztus 6-án a biztosok Ribnikre a templomba menekültek, hogy mentsék az életüket. Akkoriban ugyanis a templom biztos menedéknek számított, ahol az oda menekülőket az egyház védelme alatt nem érhette bántódás. Ennek ellenére a feldühödött nép betört a templomba és a két királyi biztost megölte. Így a templomot vérrel szentségtelenítették meg, melyet a püspök bezárni rendelt és később le is bontották. A két halottat másnap Portner bilaji kapitány temette el. E szörnyű esemény emléke a mai napig fennmaradt a nép emlékezetében. 1711-ben a helyi katolikusok egy másik helyen a falu mellett új templomot építettek. Ez a templom kis méretű volt, de akkor még elég volt a kis számú lakosság számára. A templom építéséhez a régi lebontott templom köveit használták fel. Harangtornya később épült.
A templomot Szent Péter és Pál apostolok tiszteletére szentelték és több mint 150 évig zavartalanul szolgált az istentiszteletek számára. Ekkor azonban több szerencsétlenség is érte. Először 1861. június 30-án vasárnap, amikor a szentmise alatt kitört a vihar és villám csapott a toronyba, majd behatolt a templomba, ahol 11 embert megsebesített és kettőt megölt. A villámtól megrepedtek a templom és a torony falai és jelentősen megsérült a boltozat is. A második szerencsétlenség 1865. június 4-én pünkösd napján érte, amikor különösen sok ember tartózkodott a templomban. A tömeg éppen kifelé áramlott, amikor nagy robajjal beomlott a boltozat, mely rázuhant a mellékoltárokra, a baldachinra, a függönyökre és a padokra. Csak az isteni gondviselés mentette meg az embereket, mivel ha a mise alatt omlott volna be a boltozat nagyon sokan meghaltak volna. Az eset után a templom a Lika legrondább szakrális építménye lett négy csupasz repedezett falával és tetejével gúny és megvetés tárgya volt. A harmadik szerencsétlenség 1866. április 10-én történt amikor egy szélviharban beomlott a tető és mind a négy fal. A templomból csak a súlyosan sérült harangtorony és a szentély maradt meg, melyek vihar vagy földrengés esetén bármikor összeomolhattak. A falunak 1857-ben 659, 1910-ben 838 lakosa volt. A trianoni békeszerződés előtt Lika-Korbava vármegye Gospići járásához tartozott. Ezt követően előbb a Szerb-Horvát-Szlovén Királyság, majd Jugoszlávia része lett. 1991. szeptember 30-án a JNA erői és a szerb szabadcsapatok körbezárták a települést. Szeptember 28-án a horvát 118. dandár és a gospići rendőrség erői áttörték a blokádot és szabaddá vált az út Lički Ribnikre és Bilajra. A harcok során a templom kigyulladt és súlyosan megsérült, azonban a főoltár szerencsére megmaradt. A háború után a templomot teljesen megújították. A falunak 2011-ben 93 lakosa volt.

## Lakosság
| Lakosság változása | Lakosság változása | Lakosság változása | Lakosság változása | Lakosság változása | Lakosság változása | Lakosság változása | Lakosság változása | Lakosság változása | Lakosság változása | Lakosság változása | Lakosság változása | Lakosság változása | Lakosság változása | Lakosság változása | Lakosság változása |
| ------------------ | ------------------ | ------------------ | ------------------ | ------------------ | ------------------ | ------------------ | ------------------ | ------------------ | ------------------ | ------------------ | ------------------ | ------------------ | ------------------ | ------------------ | ------------------ |
| 1857               | 1869               | 1880               | 1890               | 1900               | 1910               | 1921               | 1931               | 1948               | 1953               | 1961               | 1971               | 1981               | 1991               | 2001               | 2011               |
| 659                | 796                | 730                | 763                | 872                | 838                | 760                | 801                | 561                | 506                | 439                | 372                | 286                | 300                | 119                | 93                 |

## Nevezetességei
- Itt találhatók Ribnik várának[6] romjai, amit a Lika kanyarulatában építettek fel. A bécsi hadilevéltárban őrzött rajz alapján, a vár alakja négyszögletes volt, egy lakótoronnyal az egyik sarkában. A Lika kanyarulatán át egy hídon lehetett a vár bejáratához jutni.
- Szent Péter és Pál apostolok tiszteletére szentelt temploma[7] 1878-ban azután épült, hogy 1866-ban a régi templom romba dőlt. A honvédő háború során súlyosan megsérült, a háború után teljesen megújították. A templom a településen kívül épült, főhomlokzata északra néz. Egyhajós, négyszög alaprajzú épület a főhomlokzat síkjából kiugró harangtoronnyal és ötszögű apszissal. A templomot a 19. és 20. század fordulójától kezdve a tiroli berendezéssel látták el. A főoltár képén Szent Péter és Pál apostolok képe látható Nepomuki Szent János és Szűz Mária szobraival. A mellékoltárokon Szent Lúcia és Szent Márk szobrai találhatók.